# Алмаз (фотоаппараты)
Алма́з-101, Алма́з-102, Алма́з-103 и Алма́з-104 — малоформатные однообъективные зеркальные фотоаппараты, предназначенные для профессиональных фотожурналистов. Фотоаппараты семейства «Алмаз» разрабатывались и выпускались в Ленинграде на ЛОМО по заданию Союза журналистов СССР.
Формально, в Советском Союзе профессиональной фототехники не выпускалось, поскольку в рамках СЭВ существовала специализация стран на выпуске различных товаров. Целями такого разделения были минимизация конкуренции и максимально эффективное распределение ресурсов. В результате, однообъективные зеркальные фотоаппараты высокого класса (например Praktica и Exakta) выпускали в ГДР. Профессиональные фотокамеры (главным образом, японского производства) для крупных издательств централизованно закупались в капиталистических странах за конвертируемую валюту. Целью разработки линейки «Алмаз» была экономия дефицитных валютных средств.

## Конструктивные особенности

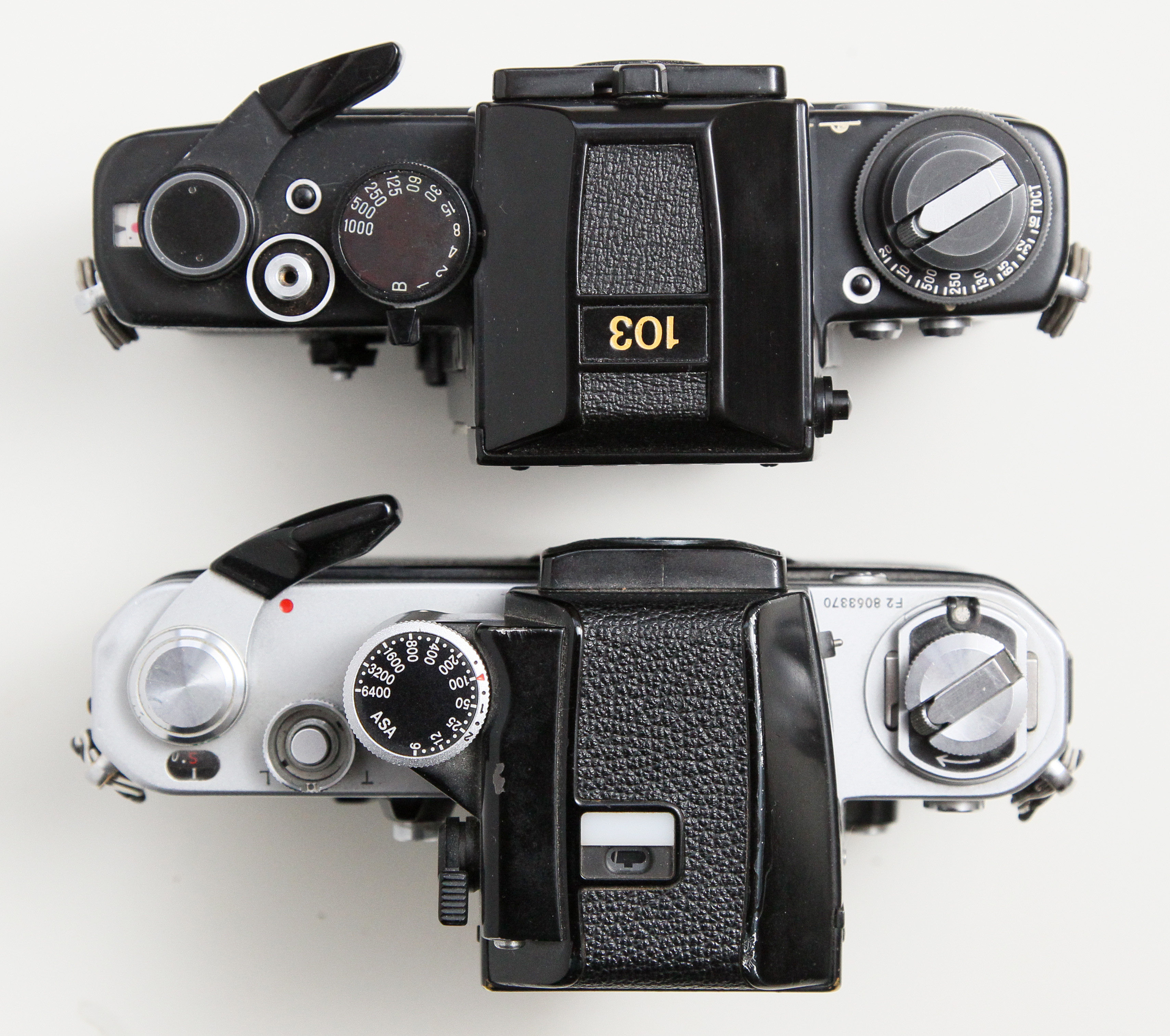
Фотоаппараты «Алмаз-103» и Nikon F2 Photomic

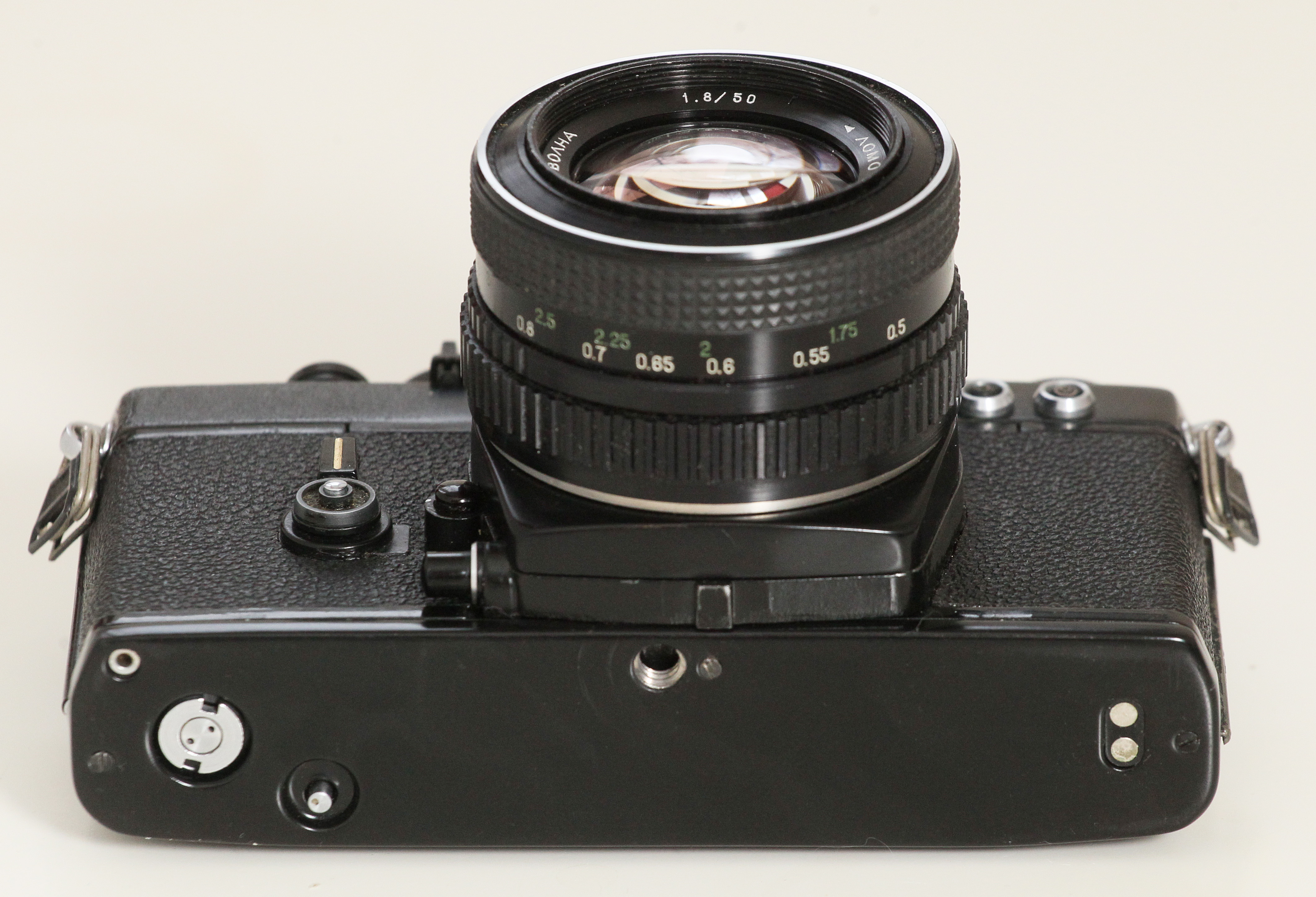
Полумуфта и контакты соединения с приставным электроприводом на нижней крышке «Алмаз-103»

Основным прототипом при конструировании фотоаппаратов семейства «Алмаз» послужил фотоаппарат «Nikon F2», за исключением затвора, который у японской камеры был устаревшим — с горизонтальным ходом гибких шторок из титановой фольги. «Алмазы» были основаны на более перспективном типе затвора — ламельном, с вертикальным ходом металлических пластин.
Главной особенностью семейства камер, отличавшей их от всех предыдущих отечественных разработок, было использование целого комплекса технических решений, характерных для профессиональной фотоаппаратуры. Это сочетание современных затвора и байонета с механизмами прыгающей диафрагмы и передачи её действующего значения в экспонометрическое устройство камеры. Система «Алмаз» имела модульный принцип, позволяющий оперативно создавать конфигурацию, пригодную для решения любых фотографических и прикладных задач. Возможность использования приставного электропривода была впервые реализована на советской зеркальной камере. Созданы опытные образцы кассеты на 250 кадров плёнки, устанавливающейся вместо съёмной задней крышки.
Кроме того, все фотоаппараты семейства предусматривали наличие съёмной пентапризмы и сменных фокусировочных экранов. Такого сочетания функциональных возможностей не было ни у одного советского малоформатного фотоаппарата. Базовая модель «Алмаз-103» предназначалась для фотокорреспондентов низшего звена: районных газет и заводских многотиражек, а также для прикладной фотографии, в том числе медицинской и судебной. Камера не оснащалась экспонометрическим устройством, но обладала всеми функциональными возможностями линейки. Более совершенные модели «Алмаз-102» (1979) и «Алмаз-104» (1988) разрабатывались для фотожурналистов областной и краевой прессы и обладали современным на момент разработки TTL-экспонометром, встроенным в пентапризму, как у японского прототипа.
Поэтому, по принятой в СССР классификации фотоаппаратуры, они относятся к полуавтоматическим фотоаппаратам. В модели «Алмаз-102» индикация корректности экспопараметров осуществлялась в цифровой форме (±2 ступени), в модели «Алмаз-104» — кодировалась цветными светодиодами. Для питания электроники камеры применялась батарея типа PX-28. Модели комплектовались объективом МС «Волна-4» 1,4/50. По остальным параметрам камеры были аналогичны базовому «Алмаз-103».

## Выпущенные фотоаппараты

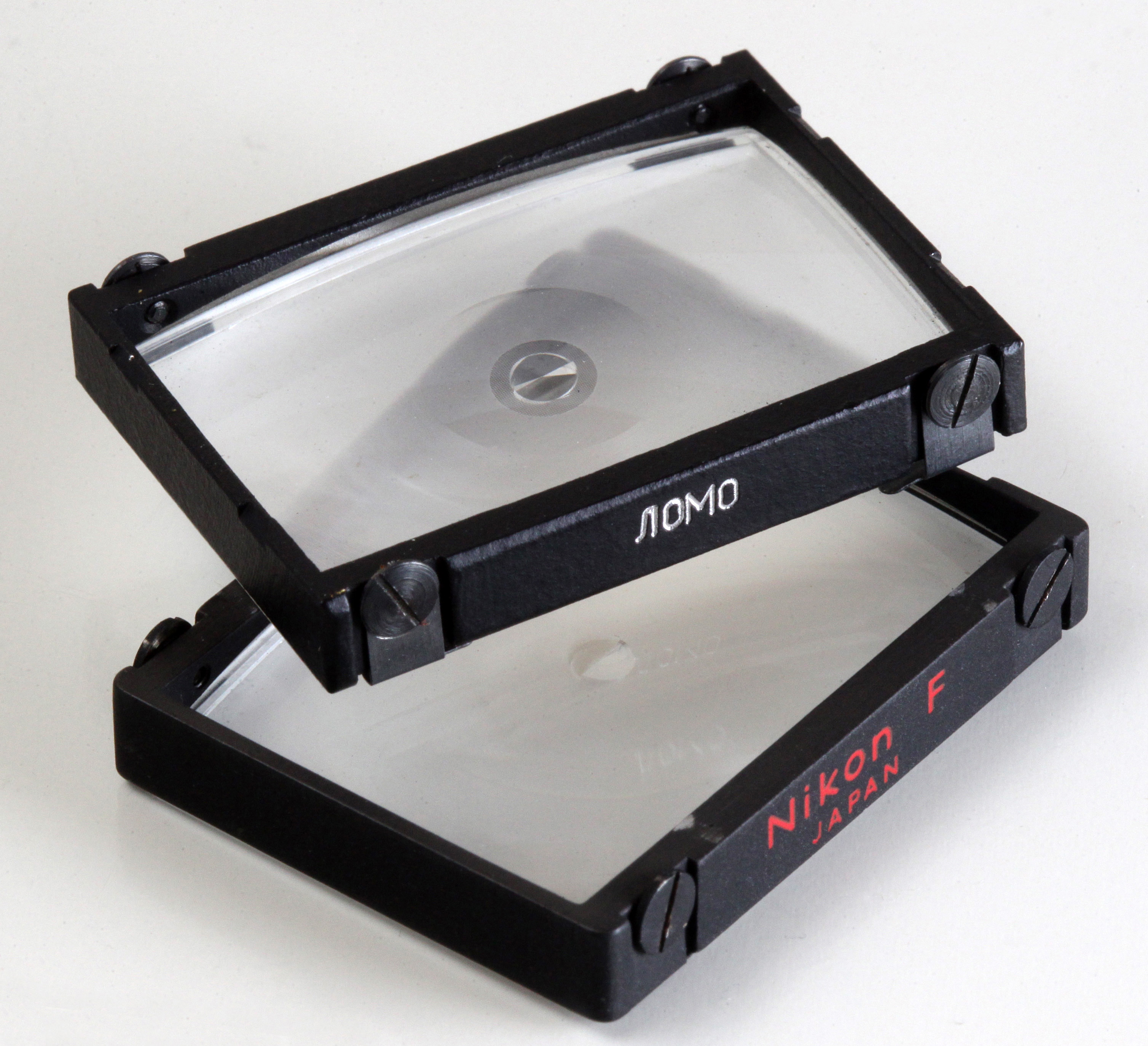
Фокусировочные экраны фотоаппаратов «Алмаз-103» и «Nikon F2» сходной конструкции

Единственный образец, маркированный «Алмаз-101» и представленный в интернете на фотографиях, позволяет определить год изготовления как не ранее 1982. Предполагалось, что это будет автоматическая модель (приоритет диафрагмы) с датчиком фокусировки и/или экспонометрией системы TTL OTF. Внешне довольно значительно отличается от остальных моделей семейства «Алмаз». Электронно-управляемый металлический ламельный затвор типа Copal Square с параметрами 10 сек — 1/1000 сек, наличие механических выдержек не определено. Электронный автоспуск. Достоверные данные о вспышечной автоматике отсутствуют. В отличие от остальных моделей семейства, «Алмаз-101» должен был оснащаться более сложной и совершенной автоматикой.
Судя по источникам, тип применяемого затвора не был определён окончательно. Выбор стоял между затвором собственного производства и импортным. Было закуплено 6000 затворов BX производства восточногерманской компании Pentacon, которые планировалось устанавливать на эту модель.
Фотоаппараты семейства выпускались на Ленинградском оптико-механическом объединении с 1979 по 1989 год: «Алмаз-102» — малосерийно, «Алмаз-104», «Алмаз-101» — опытные образцы. Базовая модель «Алмаз-103» увидела свет в наибольшем количестве экземпляров — 9508 штук, поступивших в розничную продажу по цене 295 рублей.
Появление модели «Алмаз-104» вызвано отсутствием специализированных компонентов экспонометрии для «Алмаз-102» и попыткой тем не менее наладить производство камеры с экспонометрией. Для этой модели также планировалось использование уже закупленных немецких затворов.
По официальным данным было выпущено 63 экземпляра модели «Алмаз-102». Принято считать, что «Алмаз-104» выпущен в количестве 6 штук. Известен только один образец с маркировкой «Алмаз-101», скорее даже прототип-макет.
Блочно-модульная конструкция фотоаппарата позволяла относительно легко проводить ремонт фотоаппарата путём замены целого модуля (при наличии заведомо исправного). Это и явилось слабым местом камеры (после ремонта требовалась трудоёмкая настройка межблочных связей).
Розничная стоимость модели «Алмаз-102» в 1984 году — более 650 рублей.

## Прекращение производства
После 1986 года параметры выпускаемых моделей фотоаппаратов семейства «Алмаз» перестали удовлетворять Союз журналистов и он более не был заинтересован в их производстве.
В связи с тем, что для производства фотоаппаратуры высокого класса требуются соответствующие материалы, которые в СССР относились к категории фондируемых, для запуска в серию технологию несколько скорректировали под условия доступных для товаров народного потребления. То же относится и к технологическим процессам. Вот что было сказано на «круглом столе», организованном редакцией журнала «Советское фото» с представителями ЛОМО в 1987 году:
ЛОМО: — Существует каталог на материалы, которые можно применять для товаров народного потребления, имеются технологические ограничения по обработке деталей, поэтому не всё первоначально задуманное было реализовано. Нередко приходилось применять низкосортную сталь с последующим цианированием детали...
... Из-за технологических трудностей, связанных с обработкой твёрдых сталей, материал командного кулачка затвора был заменён на латунь. Через 3—5 тысяч срабатываний на латуни появлялись надиры, стружка попадала в механизм...
... Для обеспечения высоких точностей изготовления ряда деталей камеры необходимы специальные станки, прогрессивные технологические процессы...
... Обновление станков идёт медленно, а импортного оборудования цеха не получают.
Розничная стоимость, устанавливавшаяся государством, была значительно ниже себестоимости камеры, что приводило к огромным убыткам ЛОМО. Только в 1984 году объединение потерпело убытки в размере 1964000 рублей, доплачивая разницу между себестоимостью камеры «Алмаз-103» и её оптовой ценой. В этих условиях и при переходе предприятий на хозрасчёт и самофинансирование финал истории «Алмазов» был предопределён.

## Объективы с байонетом К, разработанные на ЛОМО
В отличие от семейства фотоаппаратов «Киев-17», оптика с байонетом Н для которых была доступна в розничной продаже, объективы с байонетом К в СССР выпускались только опытными партиями. В качестве сменных объективов владельцы «Алмазов» могли использовать только резьбовую оптику «Зенит» через адаптер, входивший в комплект камеры. Разработаны были следующие объективы:
- МС «Мир-47К» 2,5/20 (серийно выпускался на ВОМЗ)
- МС «Волна-10» 1,8/35
- МС «Волна» 1,8/50 (штатный объектив фотоаппарата «Алмаз-103»)
- МС «Волна-4» 1,4/50 (штатный объектив фотоаппаратов «Алмаз-101», «Алмаз-102», «Алмаз-104»)
- МС «Вега-13» 2,8/100
- МС «Янтарь-12» 3,5/35-100 (объектив с переменным фокусным расстоянием)

Из всей линейки был налажен только массовый выпуск штатной «Волны» 1,8/50, что также сыграло роль в судьбе фотоаппаратов.